# 蒲察通
蒲察通（12世纪—1198年），本名蒲鲁浑，亦作蒲卢浑。女真蒲察部人。金朝将领，中都路（今北京市）胡土爱割蛮猛安人，金世宗时平章政事。
蒲察通性温厚，有见识，精于骑射。金熙宗完颜亶选拔皇宫护卫，见到蒲察通的名字，即用笔划了个记号。初拜昭信校尉，授顿舍官，改御院通进。正隆六年（1161年），完颜亮南伐宋朝，蒲察通总领隆州诸军从攻南宋。蒲察通为先锋，屡败宋军，又作战英勇，海陵许以“爵赏”。至扬州，完颜亮遇弑后，还师。金世宗即位，授尚厩局副使。奉命佩金符诣军前督战，镇压契丹人移剌窝斡及奚人的反抗，以功授世袭谋克。后为殿前右卫将军。出任肇州（今黑龙江省肇源县西南）防御使。担任蒲与路节度使，移镇归德军，转任西南路招讨使，入知大兴府事，担任殿前都点检。大定十七年（1177年），任尚书右丞，转尚书左丞，尽忠尽职。力主通括各谋克户物力多寡，分贫富，定版籍，验籍科差。大定二十一年（1181年），拜平章政事，封任国公。大定二十三年（1183年），出为上京留守。历知真定府（今河北省正定县）、平阳府（今山西省临汾市）、广宁府（今辽宁省北镇市）。加开府仪同三司，致仕。承安三年（1198年），蒲察通去世。

## 延伸阅读
[在维基数据编辑]
 《金史·卷95》，出自脱脱《遼史》